# Hvem kommer ellers?
Hvem kommer ellers? er en dansk kortfilm fra 1995 med instruktion og manuskript af Jesper Jensen, Dines Poulsen og Arthur Cammelbeeck.

## Handling
Nogle københavnske wannabe's mødes til en fest, hvor ens referencer er alt. Filmen fokuserer fragmentarisk på hovedpersonens færden i miljøet - den dag.